# Phyllophaga tegenara
Phyllophaga tegenara är en skalbaggsart som beskrevs av Saylor 1935. Phyllophaga tegenara ingår i släktet Phyllophaga och familjen Melolonthidae. Inga underarter finns listade i Catalogue of Life.